# Kigalis internationella flygplats
Kigalis internationella flygplats (IATA: KGL,  ICAO: HRYR), tidigare känd som Gregoire Kayibandas internationella flygplats, är den primära flygplatsen som betjänar Kigali, Rwandas huvudstad. Flygplatsen ligger i förorten Kanombe i östra Kigali, cirka 12 kilometer från centrum.

## Flygbolag och Destinationer
| Flygbolag          | Destinationer |
| ------------------ | --- |
| Brussels Airlines  | Bryssel, Entebbe |
| Coastal Aviation   | Charter: Arusha, Ndutu |
| flydubai           | Dubai |
| Ethiopian Airlines | Addis Abeba, Bujumbura, Entebbe |
| Kenya Airways      | Bujumbura, Nairobi |
| RwandAir           | Bujumbura, Dar es-Salaam, Entebbe, Goma, Johannesburg, Kamembe, Kilimanjaro, Nairobi, Lusaka, Libreville, Accra, Cyangugu, Douala, Juba, Lagos, Mwanza, Mombasa |
| KLM                | Amsterdam |
| Qatar Airways      | Doha, Entebbe |
| Turkish Airlines   | Istanbul |

### Frakt
| Flygbolag                   | Destinationer                                       |
| --------------------------- | --------------------------------------------------- |
| Ethiopian Airlines          | Addis Abeba, Entebbe, Lagos                         |
| Astral Aviation             | Nairobi                                             |
| Martinair Cargo             | Amsterdam, Nairobi                                  |
| Silverback Cargo Freighters | Addis Abeba, Bujumbura, Dubai, Jeddah, Johannesburg |